# محمدقلی حاجی ایری
محمدقلی حاجی ایری (زادهٔ ۱۳۴۰ در روستای پنج پیکر ترکمن) نمایندهٔ حوزهٔ انتخابیهٔ کردکوی، بندر ترکمن ، گمیشان و بندر گز در دورهٔ هفتم مجلس شورای اسلامی بوده‌است.